# Казак Леонід Васильович
Казак Леонід Васильович (нар. 27 липня 1947, с. Заводське, Сімферопольський район, Кримська область РСФРР, СРСР) — народний депутат України.
Сімферопольська райрада, голова (04.2002-04.06).
Н. в сім'ї робітника; українець; одружений.
Освіта: Кримський сільськогосподарський інститут (1965–1970), вчений агроном; Вища партійна школа при ЦК КПУ.
Народний депутат України 12(1) склик. з 03.1990 (2-й тур) до 04.1994, Сімферопольський виб. окр. № 257, Автономна Республіка Крим. Голова підкомісії з координації аграрників з іншими комісіями Комісії з питань АПК. Група «Аграрники».
- 1962–1965 — робітник, навчально-дослід. госп. «Комунар».
- З 1970 — старший агроном-рільник, радгосп «Виноградний» Сімферопольського району.
- З 1971 — служба в армії.
- З 1973 — агроном, керівник відд. радгоспу «Виноградний».
- З 1974 — перший секретар Сімферопольського райкому ЛКСМУ.
- З 1978 — секретар, другий секретар Сімферопольського райкому КПУ.
- З 1984 — голова виконкому, голова Сімферопольської райради народних депутатів.
- З 1988 — перший секретар Сімферопольського райкому КПУ.
- З 1990 — голова виконкому і ради Сімферопольської райради народних депутатів.
- Працював директором представництва ДАК «Хліб України» в АР Крим.
- З 10.2000 — в.о. голови Республіканського комітету охорони довкілля і природних ресурсів.
- З 04.2002 — голова, Сімферопольська райрада.

Був головою Кримської республіканської організації Аграрної партії України (з 1997).
Орден Трудового Червоного Прапора.

## Джерело
- Довідка [Архівовано 4 березня 2016 у Wayback Machine.]